# Wilhelm Rumann

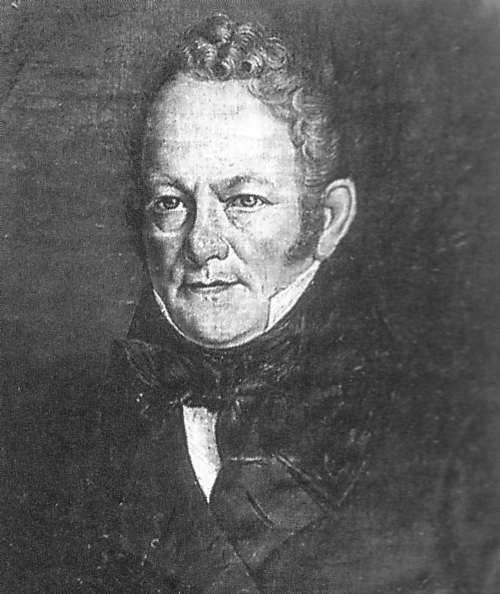
Wilhelm Rumann

Rudolph Wilhelm Philipp Rumann (* 18. Juli 1784 in Celle; † 18. Oktober 1857 in Hannover) war ein Politiker im Königreich Hannover und von 1824 bis 1843 Stadtdirektor von Hannover.

## Leben

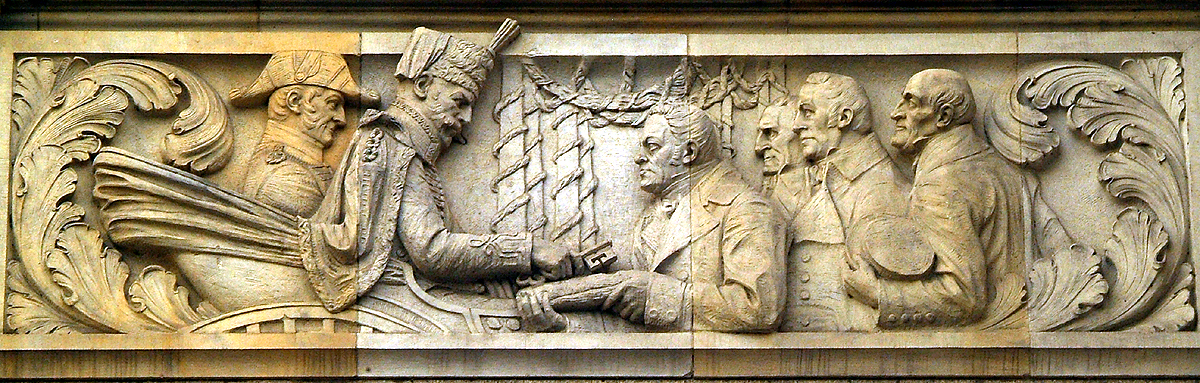
Stadtdirektor Rumann (rechts der Bildmitte) überreicht nach dem Ende der Personalunion zwischen Großbritannien und Hannover 1837 König Ernst August I. symbolisch die Schlüssel von Hannover;
Bild-Relief von August Waterbeck als Teil des Geschichtsfrieses am Neuen Rathaus von Hannover

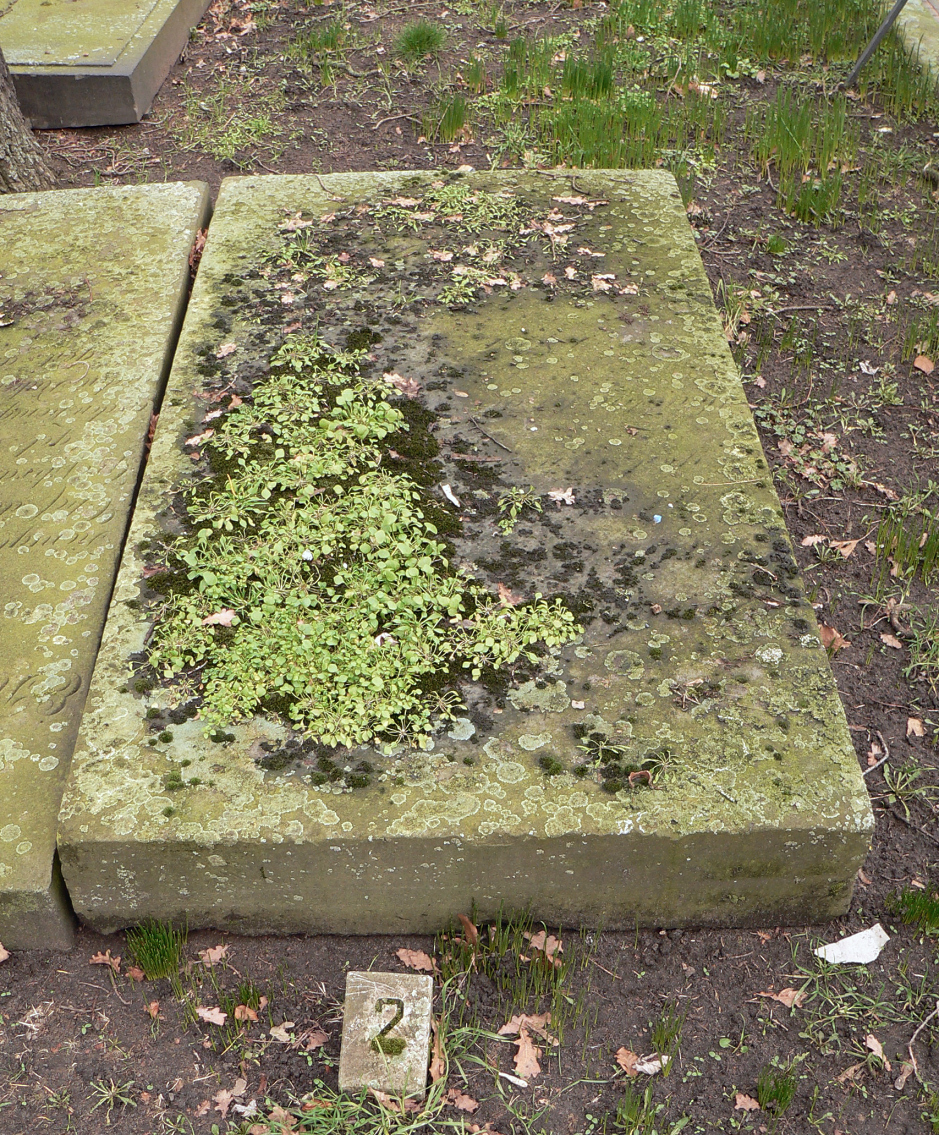
Grabmal auf dem Gartenfriedhof

Die Familie Rumann gehörte im 18. und 19. Jahrhundert zu den sogenannten Hübschen Familien.
Als Sohn des hannoverschen Justizministers Ernst August Rumann schlug Rudolph Wilhelm Philipp Rumann eine juristische Laufbahn ein. Nach dem Jura-Studium in Göttingen von 1801 bis 1804 wurde er zunächst Hof- und Kanzleirat. Ab 1813 war er Polizeidirektor in Hannover. 1824 wurde Rumann zum Stadtdirektor der vereinigten Alt- und Neustadt gewählt. Von 1826 bis 1837 war er Mitglied der II. Kammer der hannoverschen Ständeversammlung, ab 1833 deren Präsident.
Während seiner Amtszeit als Stadtdirektor sorgte er für eine Verbesserung beim Armenwesen, eine Umstrukturierung des Schulwesens, die Einweihung des Waterloo-Platzes und der Waterloosäule (1832), den Umbau der Aegidienkirche (1826–1828) und den Bau eines Krankenhauses (die spätere Hautklinik Linden). Weiterhin erhielt Hannover unter Rumann als erste europäische Stadt eine Gasbeleuchtung. 1843 trat Rumann nach langwierigen Streitigkeiten in den Ruhestand. Rumann starb am 18. Oktober 1857. Sein Grab befindet sich auf dem Gartenfriedhof.
Der Kammerdirektor der Domänenkammer Hannover August Heinrich Rumann war sein Bruder.

## Ehrungen

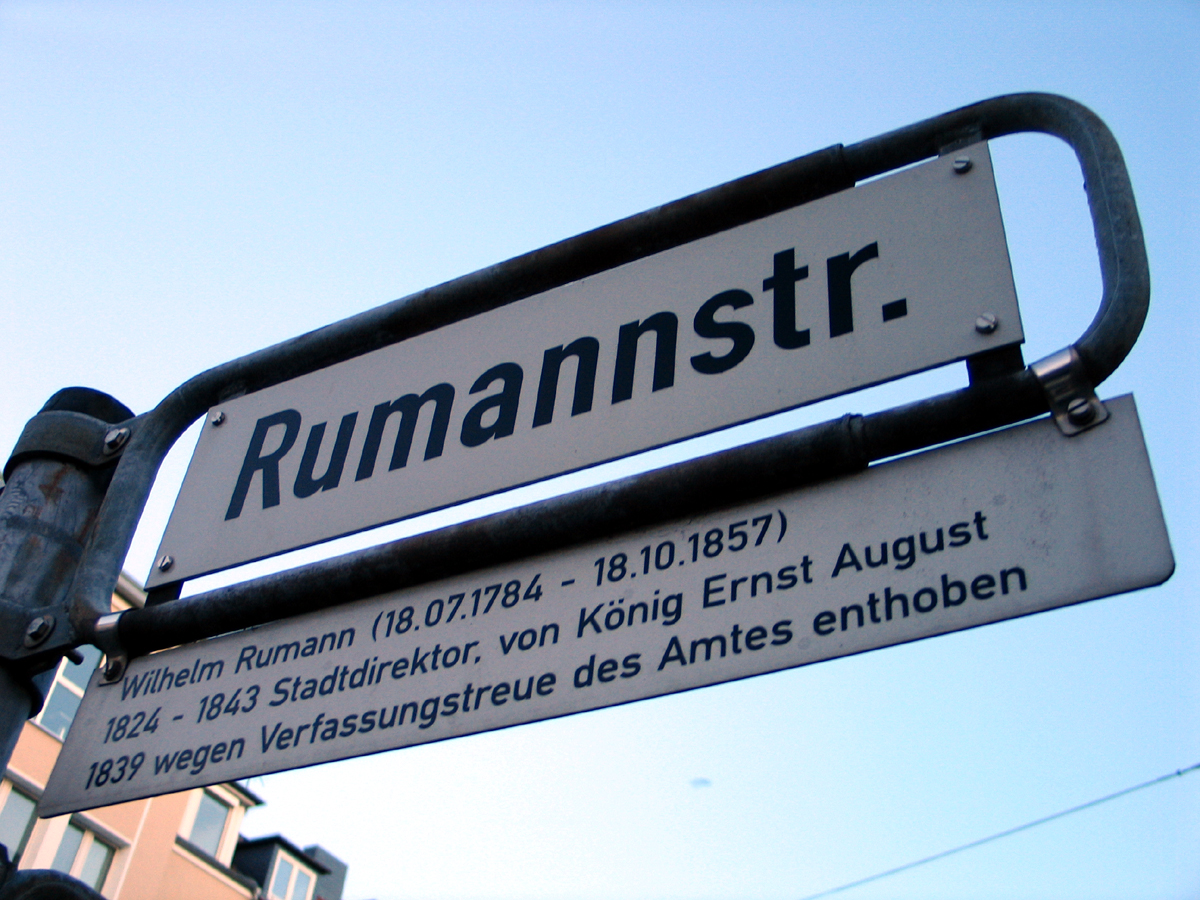
„Von König Ernst August 1839 wegen Verfassungstreue des Amtes enthoben“; Legende am Straßenschild der Rumannstraße in Hannover

Die 1873 angelegte Rumannstraße im Stadtteil Oststadt ehrt den ehemaligen Stadtdirektor durch ihre Namensgebung.